# Dokutschajewske
Dokutschajewske (ukrainisch Докучаєвське; russisch Докучаевское Dokutschajewskoje) ist eine Selyschtsche (Ansiedlung) im Osten des Rajon Charkiw in der ukrainischen Oblast Charkiw mit etwa 7000 Einwohnern (2004).

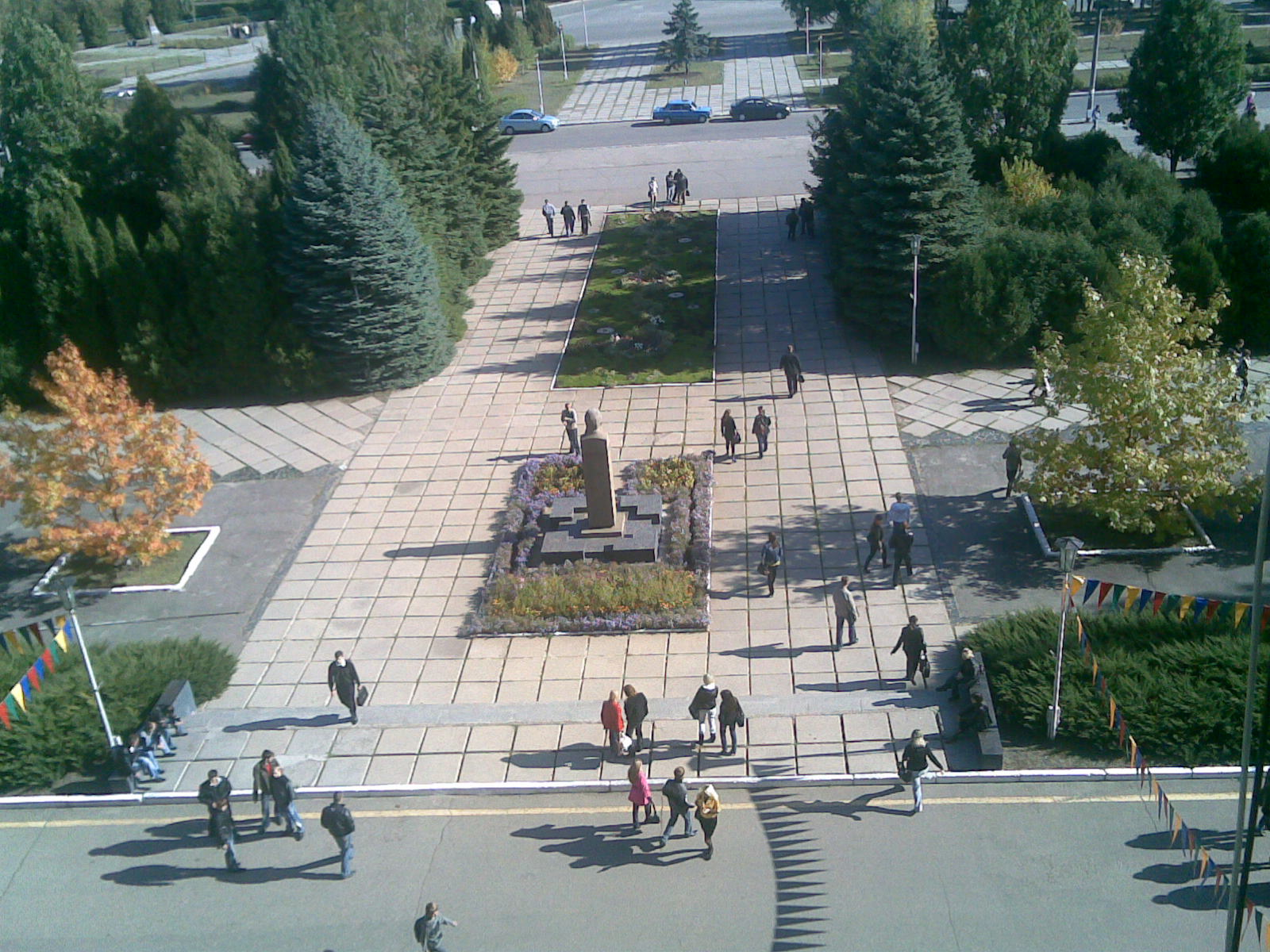
Ortszentrum im Jahr 2009

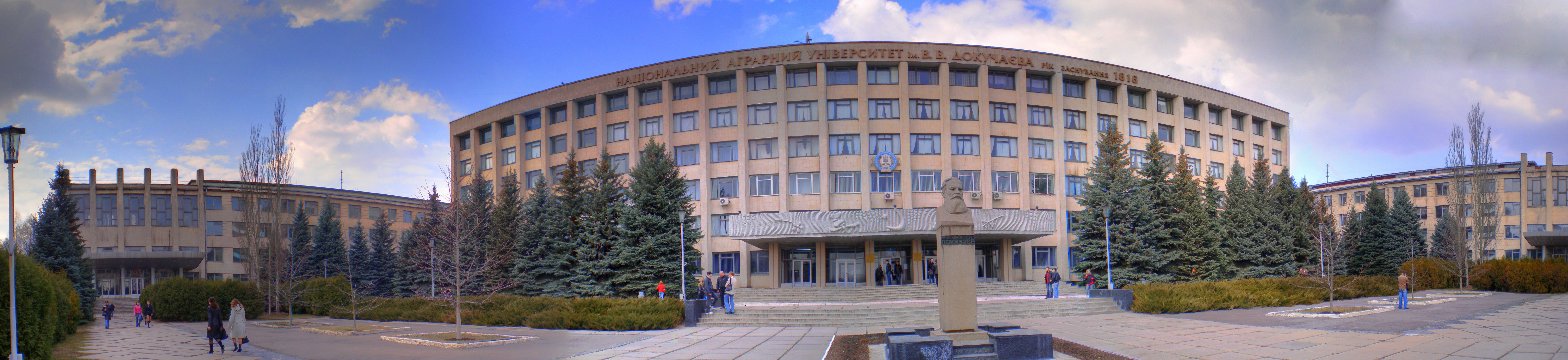
Charkiwer Nationale Agraruniversität in Dokutschajewske

Die 1944 gegründete Ortschaft liegt am rechten Ufer der Rohanka (Роганка) am südöstlichen Stadtrand von Charkiw. 2012 wurden Teile der Siedlung zur Stadt Charkiw eingemeindet, bis zum 12. Mai 2016 trug sie den Namen Komunist (ukrainisch Комуніст) und wurde dann im Zuge der ukrainischen Dekommunisierung umbenannt.
In der Ortschaft befindet sich die Nationale Agraruniversität der Ukraine.
Am 24. Juni 2016 wurde die Ansiedlung ein Teil der neugegründeten Siedlungsgemeinde Rohan, bis dahin war sie ein Teil der Siedlungratsgemeinde Rohan (Роганська селищна рада/Rohanska selyschtschna rada) im Südosten des Rajons Charkiw.